# Боббі Фарреллі
Роберт Лео Фарреллі молодший (англ. Robert Leo ‘Bobby’ Farrelly Jr.; нар. 17 червня 1958) — американський кінорежисер, сценарист і продюсер. Він є одним із братів Фарреллі поряд зі своїм братом Пітером, разом вони відомі як режисери та продюсери химерних, трохи вульгарних комедійних фільмів, таких як «Тупий та ще тупіший», «Любов зла», «Я, знову я та Ірен», «Дещо про Мері» та «Дівчина моїх кошмарів»

## Життя і кар'єра
Боббі Фарреллі виріс у Камберленді, штат Род-Айленд, у родині медсестри Маріанн і доктора Роберта Лео Фарреллі старшого. Його дідусь і бабуся були ірландськими іммігрантами, також він має польське походження. Є випускником Політехнічного інституту Ренселера, куди вступив на хокейну стипендію.
Боббі та його брат Пітер Фарреллі відомі як брати Фарреллі. Вони написали сценарії, стали режисерами та продюсерами кількох комедійних фільмів, у тому числі «Тупий та ще тупіший» (1994), «Королі боулінгу» (1996), «Дещо про Мері» (1998), «Я, знову я та Ірен» (2000), «Любов зла» (2001), і «Застряг у тобі» (2003), «Бейсбольна лихоманка» (2005). Вони є авторами 50-го епізоду серіалу «Сайнфелд».
У 2014 році Боббі та Пітер зняли фільм «Тупий та ще тупіший 2», продовження блокбастера 1994 року
У 2016 році Боббі зняв дві серії 10 сезону канадського культового псевдодокументального телесеріалу «Хлопці з Трейлерпарка».
У 2020 році Боббі та Пітер зняли комедійний серіал «The Now» для стрімінгової платформи Quibi.

## Особисте життя
Одружений із Ненсі Баєрс Фарреллі з 1990 року; у них двоє синів і дочка. Ненсі знялася в трьох фільмах чоловіка та його брата: «Тупий та ще тупіший» (1994), «Королі боулінгу» (1996), «Дещо про Мері» (1998). Діти також іноді з'являються в їхніх фільмах.

## Фільмографія
| Рік  | Назва                 | Режисер | Сценарист | Продюсер | Додатково                |
| ---- | --------------------- | ------- | --------- | -------- | ------------------------ |
| 1994 | Тупий та ще тупіший   | Так     | Так       | Ні       | спільно з Пітом Фарреллі |
| 1996 | Королі боулінгу       | Так     | Ні        | Ні       | спільно з Пітом Фарреллі |
| 1998 | Дещо про Мері         | Так     | Так       | Так      | спільно з Пітом Фарреллі |
| 1999 | Перше кохання         | Ні      | Так       | Так      | спільно з Пітом Фарреллі |
| 2000 | Я, знову я та Ірен    | Так     | Так       | Так      | спільно з Пітом Фарреллі |
| 2001 | Осмозіс Джонс         | Так     | Ні        | Так      | спільно з Пітом Фарреллі |
| 2001 | Любов зла             | Так     | Так       | Так      | спільно з Пітом Фарреллі |
| 2003 | Застряг у тобі        | Так     | Так       | Так      | спільно з Пітом Фарреллі |
| 2005 | Бейсбольна лихоманка  | Так     | Ні        | Ні       | спільно з Пітом Фарреллі |
| 2005 | Той, хто телефонує    | Ні      | Ні        | Так      | спільно з Пітом Фарреллі |
| 2007 | Дівчина моїх кошмарів | Так     | Так       | Ні       | спільно з Пітом Фарреллі |
| 2011 | Безшлюбний тиждень    | Так     | Так       | Так      | спільно з Пітом Фарреллі |
| 2012 | Три телепні           | Так     | Так       | Так      | спільно з Пітом Фарреллі |
| 2014 | Тупий та ще тупіший 2 | Так     | Так       | Так      | спільно з Пітом Фарреллі |
| 2023 | Чемпіони              | Так     | Ні        | Ні       |                          |
| 2024 | Любий Санта           | Так     | Так       | Так      |                          |